# Sting

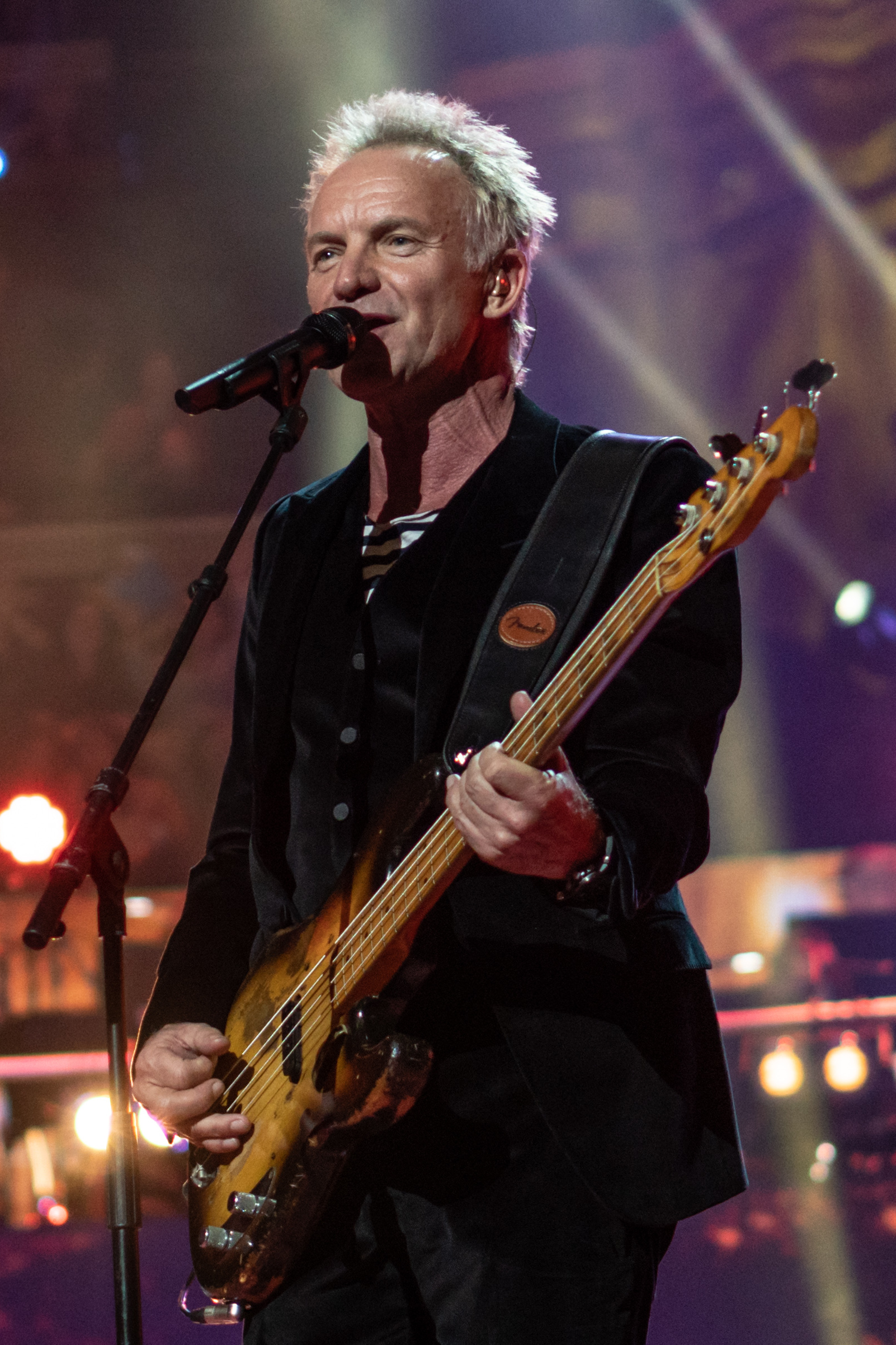
Sting (2018)

Emblem von Sting (kein Autogramm)

Sting, bürgerlich Gordon Matthew Thomas Sumner, CBE (* 2. Oktober 1951 in Wallsend, Tyne and Wear, England), ist ein britischer Musiker, Komponist und Schauspieler. Bereits vor seinen Solo-Aktivitäten wurde er auch als Sänger und Bassist der Band The Police bekannt.

## Leben und Werk

### Leben vor dem Ruhm
Gordon Matthew Sumner wurde als Sohn eines Milchmanns in Wallsend, einem Vorort von Newcastle upon Tyne, geboren. Er besuchte die von Jesuiten geleitete, katholische St Cuthbert’s High School und war als Heranwachsender als Ministrant aktiv. Von 1971 bis 1974 wurde er am Northern Counties Teacher Training College als Lehrer für Englisch und Musik ausgebildet. Anschließend arbeitete er zwei Jahre lang als Lehrer an der katholischen St Paul’s First School in Cramlington.
In seiner Freizeit spielte er in örtlichen Jazz-Gruppen wie den Phoenix Jazzmen, der Newcastle Big Band und Last Exit. Seinen Spitznamen „Sting“ erhielt er in dieser Zeit: Einmal trat er in einem gelb-schwarz gestreiften Pullover auf, in dem er nach Ansicht seines Bandkollegen wie eine Wespe aussah. Laut Stings eigener Aussage zeigte der Kollege auf den Pullover und rief: „Gordon’s got a sting!“ So wurde Gordon Sumner zu Sting (deutsch: (Wespen-)Stachel). Außer auf offiziellen Dokumenten nutzt er seither diesen Künstlernamen.
1977 wirkte Sting bei den Aufnahmen des von Nik Turner (Hawkwind) und Harry Williamson (Mother Gong) initiierten Anti-Atom-Projektes Radio Actors gemeinsam mit Steve Hillage, Gilli Smyth (1933–2016), Steve Broughton und Mike Howlett bei dem Song Nuclear Waste mit. Im selben Jahr stellte Mike Howlett mit Sting, Stewart Copeland und Andy Summers die kurzlebige Band „Strontium 90“ zusammen, in der die spätere Besetzung von „The Police“ erstmals gemeinsam vertreten war. Von 1977 bis 1979 arbeitete er zeitweise für den deutschen Komponisten Eberhard Schoener.

### Band: The Police

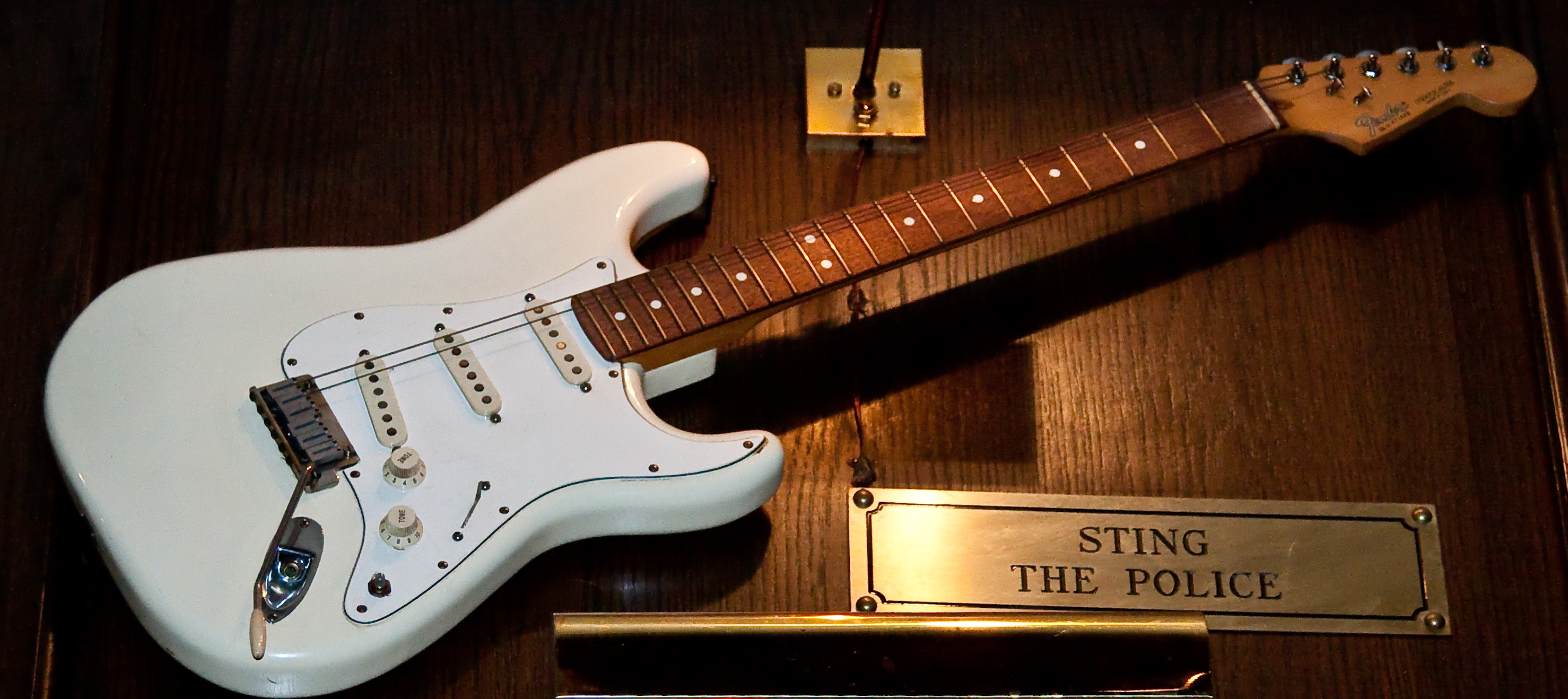
Stings Stratocaster aus der Police-Zeit

Im Jahr 1977 bildeten Sting, Stewart Copeland und Andy Summers (zu Anfang Henry Padovani) in London die Band The Police. Sie griffen Elemente des Reggae, Punk und New Wave auf. Ihre  Gruppe gelangte ab 1978 mit mehreren Alben an die Spitzen der Hitparade und gewann in den frühen 1980er Jahren sechs Grammys. Ihr letztes gemeinsames Album Synchronicity erschien 1983.
The Police kamen 1986 noch einmal zusammen, um ihr Lied Don’t Stand So Close to Me neu aufzunehmen, und spielten 1992 bei Stings Hochzeit mit Trudie Styler. Erst Jahre später versöhnten sich die zerstrittenen Bandmitglieder. Sting bekannte im Rückblick, Anfang der 80er Jahre regelmäßig Kokain konsumiert zu haben, wodurch er aggressiv und streitsüchtig geworden sei, was zu den Zerwürfnissen innerhalb der Gruppe beigetragen habe.
Nach einem Auftritt bei den Grammy Awards 2007 wurde eine Welttournee angekündigt, die am 28. Mai desselben Jahres in Kanada startete und sehr erfolgreich war. Weitere Projekte sind nicht geplant. 2020 bekräftigte Sting, dass es kein Revival der Gruppe The Police geben werde.

### Sting als Schauspieler

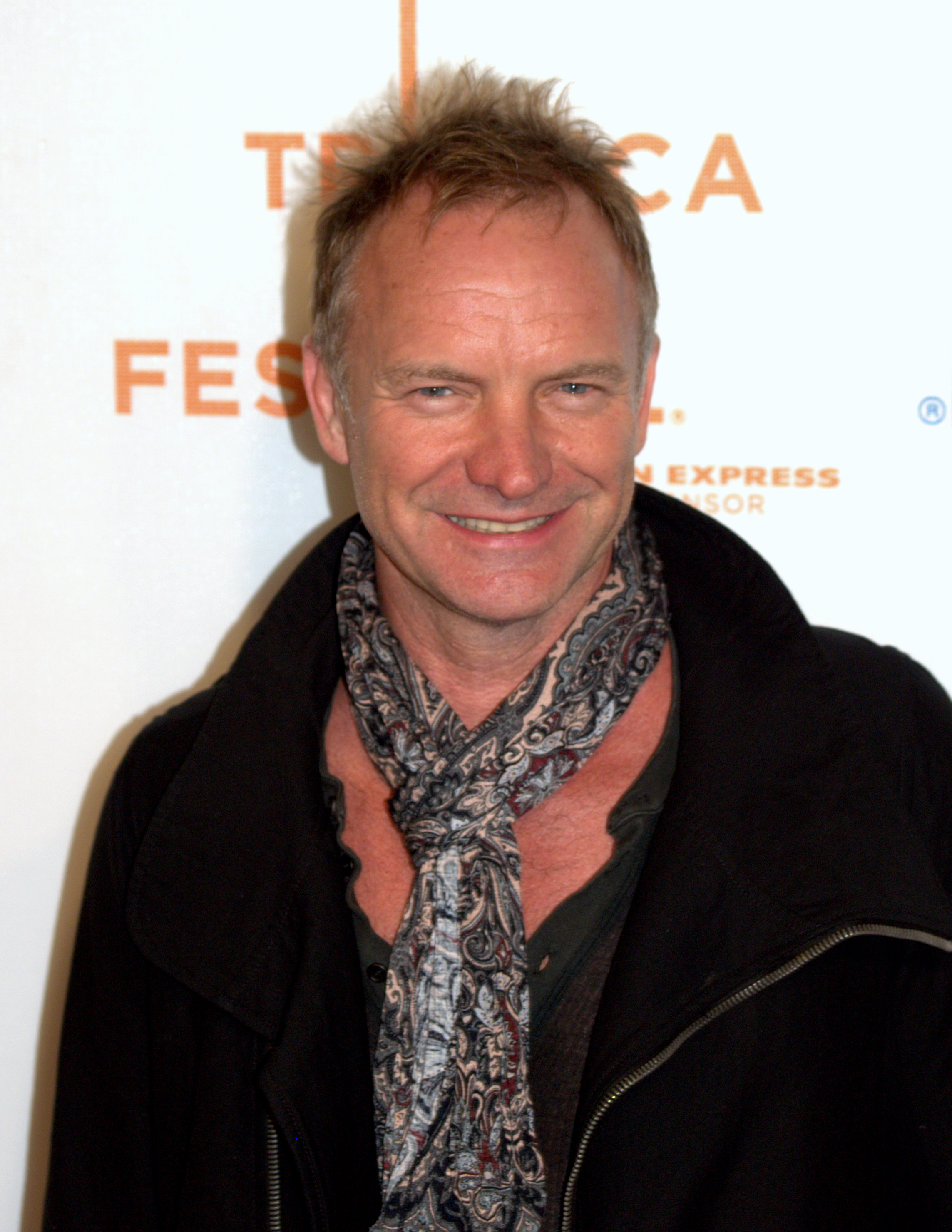
Sting (2009)

Sting wirkte als Schauspieler in einigen Kinofilmen mit. Sein Filmdebüt hatte er 1979 mit Quadrophenia. Neben einem Auftritt als eine Art Teufel in Brimstone and Treacle (1982) ist eine seiner bekanntesten Rollen die des „Feyd-Rautha Harkonnen“ im Film Der Wüstenplanet von 1984. In dem Film Stormy Monday (1987) war Sting ein Jazzclub-Besitzer in Newcastle. In Guy Ritchies Komödie Bube, Dame, König, grAs (1998) spielte er einen Kneipenwirt. Im Fernsehen war er in Gastauftritten bei den Simpsons, Ally McBeal oder Little Britain ebenso zu sehen wie auf der Bühne. Für CD-Aufnahmen übernahm er 1988 die Rolle des Soldaten in Igor Strawinskys Geschichte vom Soldaten und 1991 die des Erzählers in Sergei Prokofjews Peter und der Wolf. Der Großteil seiner Arbeit für Film und Fernsehen liegt aber in der Musik.

### Solokarriere und politische Arbeit
The Dream of the Blue Turtles war Mitte 1985 Stings erstes Soloalbum. Daraus koppelte er mehrere Singles wie If You Love Somebody Set Them Free und Russians aus, die große Erfolge wurden. Innerhalb eines Jahres erreichte das Album durch seine Verkaufszahlen dreifach Platin. Mit Mark Knopfler schrieb Sting 1985 den Song Money for Nothing. 1986 veröffentlichte Sting das Live-Album Bring On the Night mit Police- und Sting-Songs.  
Im Herbst 1987 veröffentlichte Sting … Nothing Like the Sun mit den Liedern We’ll Be Together, Englishman in New York und Be Still My Beating Heart, das er seiner kurz zuvor verstorbenen Mutter Audrey widmete. Das Album erreichte Doppel-Platin und wurde zu den wichtigsten Alben der 1980er Jahre gezählt. Bei diesen ersten beiden Soloalben schlug Sting eine Brücke zum Jazz, die vor allem durch die Beteiligung von Jazzmusikern wie Branford Marsalis, Kenny Kirkland, Darryl Jones und Omar Hakim gebildet wurde. 1987 kam es zu einer Zusammenarbeit mit dem Bigbandarrangeur Gil Evans. Gemeinsam nahmen Sting und Evans ein Livealbum beim Jazz-Festival in Perugia (Italien) auf. Legendär wurde auch sein Live-Konzert mit Chansons von Kurt Weill zusammen mit Gianna Nannini und Jack Bruce.
In den späten 1980er Jahren widmete sich Sting intensiv der Unterstützung von Umweltschutzprojekten und den Menschenrechten, darunter der Gruppe Amnesty International. Mit seiner damaligen Lebensgefährtin und heutigen Ehefrau Trudie Styler und Raoni, dem Häuptling der Kayapó-Indianer aus Brasilien, gründete Sting 1987 nach einer Ayahuasca-Erfahrung die Regenwaldstiftung Rainforest Foundation.

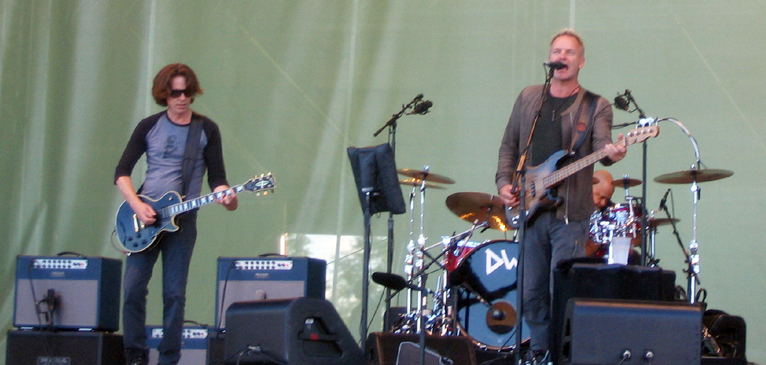
Sting und Dominic Miller

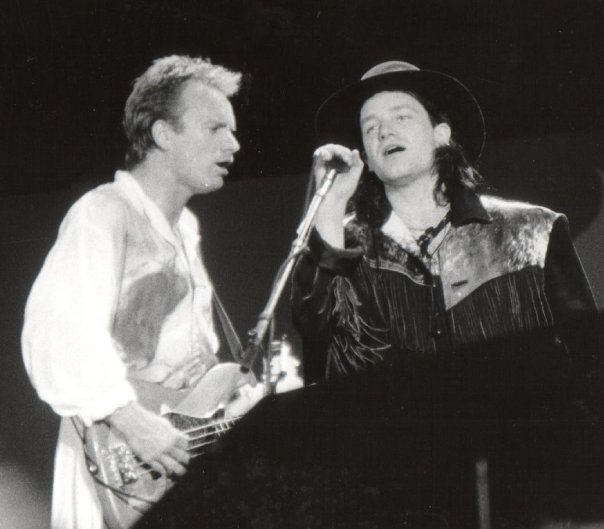
Sting mit Bono von U2 auf der Conspiracy of Hope-Tour (1986)

Zusammen mit Gianna Nannini und Jack Bruce sang er im selben Jahr unter Leitung von Eberhard Schoener in zwei Konzerten Lieder von Brecht/Weill und Hanns Eisler, die für die ARD aufgezeichnet wurden (Erstsendung 30. April 1987).
Stings Album The Soul Cages (1991) widmete er seinem kurz zuvor verstorbenen Vater Ernie. Es enthält die Top-10-Single All This Time und das Titellied, mit dem er den Grammy gewann. Das Album erhielt Platinstatus. Von The Soul Cages an arbeitete Sting mit dem Gitarristen Dominic Miller zusammen. Im folgenden Jahr heiratete Sting Trudie Styler und erhielt die Ehrendoktorwürde in Musik der Northumbria University; überdies veröffentlichte er gemeinsam mit Eric Clapton die erfolgreiche Single It’s Probably Me. Im Frühjahr 1993 brachte Sting das erfolgreiche Album Ten Summoner’s Tales heraus, das dreimal Platin erreichte. Im Mai desselben Jahres veröffentlichte Sting einen Remix des Titelsongs Demolition Man (aus dem gleichnamigen Film Demolition Man von Marco Brambilla).
Das Lied Shape of My Heart aus dem Album Ten Summoner’s Tales ist als Soundtrack im Abspann des Films Léon – Der Profi aus dem Jahre 1994 von Luc Besson zu hören.
Einen Gipfel erreichte Stings Erfolg im Frühjahr 1994. Gemeinsam mit Bryan Adams und Rod Stewart sang er den Titelsong All for Love aus dem Film Die drei Musketiere. Der Titel blieb fünf Wochen an der Spitze der deutschen Hitparade und erhielt Platin. Bereits im Februar 1994 gewann Sting zwei weitere Grammys und wurde für drei weitere nominiert. Das Berklee College of Music verlieh ihm im Mai 1994 den zweiten Ehrendoktor-Titel. Schließlich veröffentlichte Sting im November 1994 seine Greatest-Hits-Sammlung Fields of Gold: The Best of Sting, die Doppel-Platin erreicht.
Stings Album Mercury Falling von 1996 wurde von der Kritik positiv aufgenommen, hielt sich aber nur kurz in den Hitparaden. In dieser Schaffensphase litt Sting nach eigenen Angaben stark an einer manisch-depressiven Erkrankung. Mit zwei Singles schaffte er es immerhin in die Top 40: You Still Touch Me (Juni) und I’m So Happy I Can’t Stop Crying (Dezember); das Lied I Hung My Head wurde später von Johnny Cash gecovert. Den Standard It Ain’t Necessarily So von George Gershwin interpretierte er 1997 auf dem Joe-Henderson-Album Porgy and Bess.
Ein kommerzielles Comeback gelang Sting im September 1999 mit dem Album Brand New Day, mit den Auskopplungen Brand New Day und insbesondere Desert Rose, das bis in die Top 10 gelangte und sich dort einige Wochen hielt. Sting erhielt bis Januar 2001 dreimal Platin dafür. Bei der Verleihung der Grammy Awards 2000 wurde Sting für das Album und das Titelstück ausgezeichnet. Bei der Verleihung spielte er Desert Rose gemeinsam mit Cheb Mami. Dieser Auftritt bescherte Sting den Khalil Gibran Spirit of Humanity Award der „Arab-American Institute Foundation“.
Sting begann das Jahr 2001 mit einem Auftritt in der Halbzeitpause des Super Bowl. Im Februar gewann er einen weiteren Grammy. Sein Lied After The Rain Has Fallen platzierte sich in den Top 40. Am Abend des 11. September war eigentlich ein kleiner Auftritt in Italien geplant. Sting fragte das Publikum, ob er nach den Ereignissen in New York City und Washington überhaupt spielen solle. Das Publikum entschied sich für das Konzert, und Sting widmete den Abend den Opfern der Terroranschläge. Später trug Sting zum Benefiz-Album America: A Tribute to Heroes sein sehr bekannt gewordenes Lied Fragile (komponiert 1987, erstmals auf Tonträger 1988 veröffentlicht), dessen Intro auf einer Nylonsaitengitarre gespielt wird, bei. Das Livealbum …All this Time erschien im November 2001, verkaufte sich aber enttäuschend.
2002 war ein Jahr der Ehrenpreise für Sting. Er gewann einen Golden Globe und wurde für das Lied Until… aus dem Film Kate & Leopold für den Oscar nominiert. Im Juni nahm ihn die Songwriter’s Hall of Fame auf. Ende des Jahres wurde bekannt, dass The Police im März 2003 in die Rock and Roll Hall of Fame aufgenommen würden. Für seinen Song They Dance Alone von 1987 zu Ehren der Mütter der Opfer („Desaparecidos“) der chilenischen Pinochet-Diktatur wurde Sting 2001 mit dem Gabriela Mistral Preis für Kultur geehrt. Im Sommer 2003 wurde er zum Commander of the Most Excellent Order of the British Empire (CBE) ernannt.
Obwohl Sting mehrere Anwesen in Großbritannien und den USA besitzt, verbringt er seit 1999 die meiste Zeit in der Toskana.
Am 22. September 2003 startete Sting seine Sacred Love-Tournee (zum gleichnamigen Album Sacred Love) in Paris, die ihn knapp zwei Jahre durch fünf Kontinente führte. Die Band bestand aus Sting (Gesang, Bass), Dominic Miller (Gitarre), Rhani Krija (Percussion), Kipper (Keyboard, Gesang), Joy Rose (Begleitgesang), Donna Gardier (Begleitgesang) und Keith Carlock (Schlagzeug).
Im Sommer 2004 tourte Sting zusammen mit Annie Lennox, der ehemaligen Sängerin des Pop-Duos Eurythmics. Höhepunkt der in den Vereinigten Staaten beliebten Form der Sommer-Doppel-Tour war das Duett We’ll Be Together der beiden. Im selben Jahr wurde er in den USA von MusicCares zur „Person of the Year“ ernannt.
Am 28. März 2005 startete Sting seine Broken Music-Tournee mit den Musikern Dominic Miller (Gitarre), Shane Fontayne (Gitarre), Josh Freese (Schlagzeug). Ohne Keyboard und zusätzliche Soundeffekte, dafür aber mit zwei Gitarren probte Sting einen Monat vorher ungewöhnlich viele Lieder von The Police, aber auch lange nicht gehörte Nummern aus seiner Solo-Karriere. Das Konzept dieser Konzerttournee ging auf seine 2003 veröffentlichte Autobiografie Broken Music zurück. Während der sechswöchigen Tournee durch die USA spielte Sting in kleineren Hallen und Clubs. Zu den besonderen Elementen dieser Tour gehörten Stings Vorträge an Universitäten und Colleges, die er über Literatur und Musik auf Einladung vor Studenten hielt. Ein Vortrag wurde von mtvU.com, dem „college music“-Ableger des Musiksenders MTV, aufgezeichnet und live im Fernsehen und dem Internet gesendet. Sting bezeichnete diese Vorträge als einen Versuch, Zuhörer und Skeptiker gleichermaßen einfach als Musiker zu erreichen und von den allgemein üblichen „ausgetretenen Fan-Pfaden“ wegzukommen. Laut dem Branchenblatt billboard.com und dem Veranstalter „Clear Channel Entertainment“ setzte die „Broken Music“-Tournee in den Staaten mehr als 105 Mio. Dollar um. Etwa zwei Millionen Menschen besuchten die 181 Konzerte.
Am 2. Juli 2005 trat Sting beim Live-8-Konzert im Londoner Hyde Park auf. Er spielte Message in a Bottle, Driven to Tears und Every Breath You Take, das Sting mit leicht verändertem Text sang. Davon abgesehen spielte er dieselben Lieder wie beim Live-Aid-Konzert. Anders als 1985, als Sting solo, nur vom Saxophonisten Branford Marsalis begleitet auftrat, waren diesmal die Musiker der Broken Music-Tour mit von der Partie.
Am 24. September 2005 veranstaltete die Telekommunikationsfirma Orange ein „Free Concert“ an der Pferderennbahn „Służewice“ bei Warschau (Polen), bei dem unter anderem Sting mit den Musikern des Live8 in London auftrat, mit Ausnahme Kippers. Der Sender Polsat TV zeichnete das Konzert auf und sendete es teilweise live.

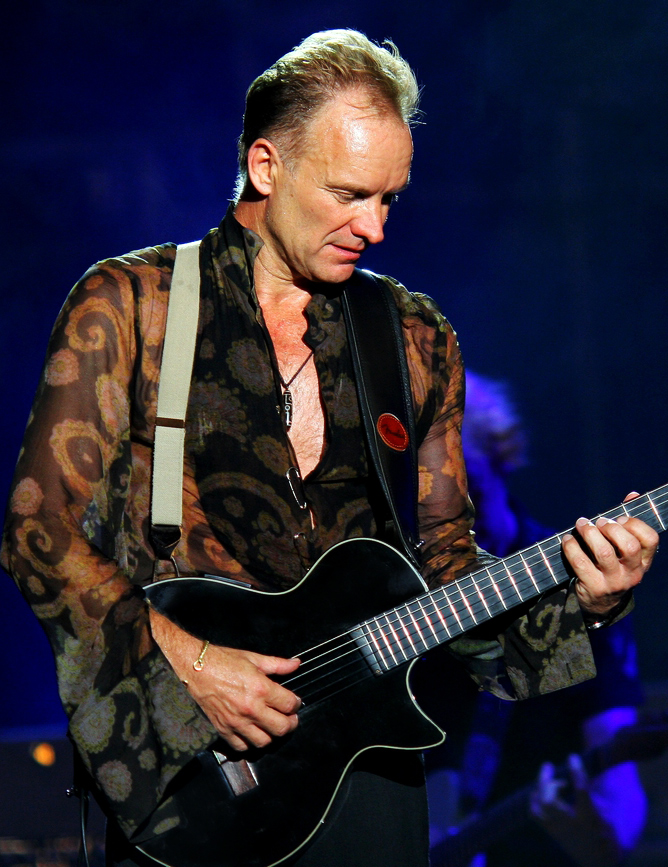
Sting – Live in Mailand (2006)

Im Jahr 2006 spielte Sting im Rahmen der „Broken Music“-Tour unter anderem in Trinidad und Tobago, auf dem Jazzfestival in Montreux, beim Rock-in-Rio-Festival in Lissabon und in vielen Ländern Europas, unter anderem Frankreich, Luxemburg, Dänemark, Finnland, Österreich, Holland, Lettland und Russland. Die Band für diesen Teil der Tour bestand aus Sting (Bass, Gesang), Dominic Miller und Lyle Workman (beide Gitarre) sowie Abe Laboriel Jr. (Schlagzeug).
Am 8. Juli 2007 trat Sting mit seinen Ex-Kollegen Andy Summers und Stewart Copeland beim Umwelt-Konzert von Initiatoren, darunter Al Gore in New York auf und beendete nach mehr als 24 Stunden den weltweiten Konzert-Marathon „Live Earth“. Die Musiker um Sting spielten zum Abschluss zusammen mit dem Rapper Kanye West den Hit Message in a Bottle. „Live Earth“ sollte für den Klimaschutz werben. Nach dem Konzert gingen Sting, Summers und Copeland als The Police nochmals gemeinsam auf Welttournee, wie sie es bereits im Februar angekündigt hatten. Die Tour war ein außerordentlicher Erfolg und endete im August 2008.
Bereits auf früheren Studioalben hat sich Sting mit klassischen Vorlagen auseinandergesetzt: In Russians (1985, auf The Dream of the Blue Turtles) verwendete er eine Melodie aus dem zweiten Satz von Sergeij Prokofievs Lieutenant-Kijé-Suite, für The Secret Marriage (1987, auf … Nothing Like the Sun) übernahm er den Song An den kleinen Radioapparat von Bertolt Brecht und Hanns Eisler und tauschte den Text gegen eigenen aus. In dieser Zeit beschäftigte er sich auch intensiv mit der Musik von Kurt Weill. Für das mit einem Grammy ausgezeichneten Duett mit Mary J. Blige Whenever I Say Your Name (2003, auf Sacred Love) diente ihm Johann Sebastian Bachs Praeambulum 1 C-Dur (BWV 924) aus dem Klavierbüchlein für Wilhelm Friedemann Bach als Grundlage, ohne dass er diese Umarbeitung kommentierte.
2006 veröffentlichte Sting zusammen mit dem bosnischen Lautenisten Edin Karamazov ein Album mit dem Titel Songs from the Labyrinth mit Liedern des englischen Komponisten John Dowland (1563–1626). Die CD, die im Oktober des Jahres bei der Deutschen Grammophon erschien, beinhaltet überwiegend Gesang zur Laute, aber auch Instrumentalstücke. Die Deutsche Grammophon veröffentlichte schon 1993 eine Einspielung von Prokofjews Peter und der Wolf unter der Leitung von Claudio Abbado mit Sting in der Rolle des Erzählers. Am 4. und 9. Oktober 2006 fanden in London und New York Konzerte statt, in denen Sting und Edin Karamazov zusammen mit dem Gesangsensemble Stile Antico erstmals das Album live vorstellten. Das Londoner Konzert in der Kirche St. Luke’s wurde von BBC Radio 3 aufgezeichnet. Am 23. Oktober 2006 gab es auch in Berlin ein Konzert mit diesem Programm. 2006 spielte er den Song Fragilidad auf dem Album Rhythms del Mundo mit dem Buena Vista Social Club. Im Februar und März 2007 ging Sting mit Edin Karamazov auf eine vierwöchige Europatour, die unter anderem nach Deutschland führte. Im Oktober 2009 erschien das Album If on a Winter’s Night, eine Songsammlung, die sich im weitesten Sinne mit dem Winter auseinandersetzt: Stings erklärter Lieblingsjahreszeit.
2009 trat Sting auf einem Festival auf, das Gulnora Karimova, die Tochter des usbekischen Diktators, in Usbekistan organisiert hatte. Später entschuldigte er sich und sagte, er habe gedacht, die Veranstaltung sei von UNICEF gesponsert.

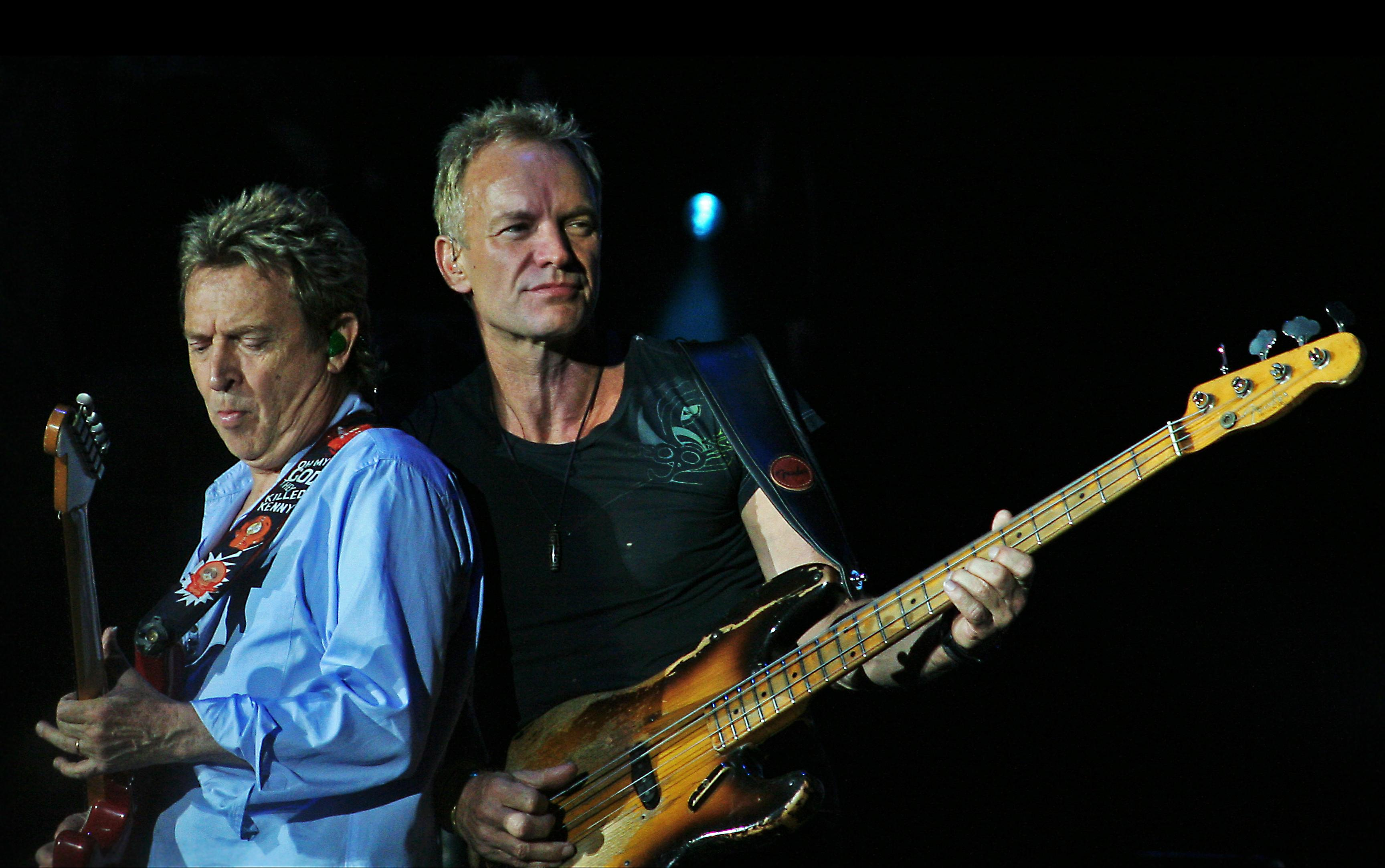
Sting und Andy Summers (2008)

Im November 2009 forderte er bei einem Besuch in São Paulo zusammen mit Häuptling Raoni Metyktire, mit dem er 20 Jahre zuvor gegen einen Staudamm im Xingu-Gebiet gekämpft hatte, die brasilianische Regierung auf, auf den Bau des drittgrößten Stausees der Welt zu verzichten. Das Projekt „Belo Monte“ sollte dort im Amazonasgebiet entstehen, was in dem von zahlreichen Arten bewohnten Gebiet gravierende ökologische Folgen gehabt hätte, da große Flächen des Urwalds geflutet werden sollten. Zudem bedroht es die Existenzgrundlagen der dortigen Indianer, bei denen es sich allein um 24 ethnische Gruppen handelt.
Vom 2. Juni 2010 bis zum 31. Juli 2011 war Sting mit dem Royal Philharmonic Concert Orchestra unter der Leitung von Steven Mercurio auf Symphonicity-Welttournee, um Sting- und The-Police-Hits in neuer Form zu präsentieren. Parallel zu dieser Welttournee erschien auf dem Label Deutsche Grammophon und Cherry Tree am 6. Juli 2010 das Studio-Album Symphonicities. Im Rahmen der Welttournee trat Sting unter der Leitung von Steven Mercurio auch mit lokalen Sinfonieorchestern wie dem Bundesjugendorchester (Mai 2010 in Wolfsburg, Deutschland) oder dem Royal Moroccan Symphony Orchestra am 29. Mai 2010 in Rabat, Marokko beim Rabat’s Mawazine Festival „Rhythms of the World“ auf.
Am 26. November 2010 erschien eine DVD und Audio-CD des Symphonicity-Konzerts in der O2 World in Berlin vom 21. September 2010 mit dem Titel Sting – Live in Berlin (featuring The Royal Philharmonic Concert Orchestra) mit Gaststar Branford Marsalis.
Anlässlich seiner 25-jährigen Solo-Karriere startete Sting am 21. Oktober 2011 die neue Welttournee Back to Bass, auf der er ausgewählte Lieder seines Werkes mit einer fünfköpfigen Band präsentiert. Unterstützt wird Sting von seinem langjährigen Freund und Gitarristen Dominic Miller, dem Gitarristen Rufus Miller, Vinnie Colaiuta (Schlagzeug), Peter Tickell (Geige) sowie Jo Lawry (Gesang, Geige). Begleitend erscheint die CD/DVD-Kollektion Sting: 25 Years – The Definitive Box Set Collection mit unterschiedlichen CD-Auskopplungen.
Nach mehrjähriger Songwriting-Pause brachte Sting im September 2013 sein neues Album The Last Ship heraus. Die Songs zu diesem Album entstanden während der dreijährigen Arbeit an dem gleichnamigen Broadway-Musical. Das Stück wurde 2014 in Chicago uraufgeführt und dann am New Yorker Broadway gespielt. Musik und Liedtexte sind von Sting, das Libretto stammt von John Logan und Brian Yorkey.
The Last Ship handelt vom Verfall der einst bedeutenden Schiffbauindustrie im nordenglischen Newcastle, welcher auch schon im The Soul Cages-Album thematisiert wurde. Dieses Album ist offiziell das erste seit Sacred Love (2003), auf dem Sting wieder neue Songs veröffentlicht. The Last Ship ist kein Begleitalbum zum Musical, sondern ein eigenständiges Werk, das auch mehrere Songs enthält, die nicht ins Musical integriert wurden. An der Entwicklung von The Last Ship wirkten bekannte lokale Musiker wie Brian Johnson, Jimmy Nail, Kathryn Tickell sowie Rachel und Becky Unthank mit.

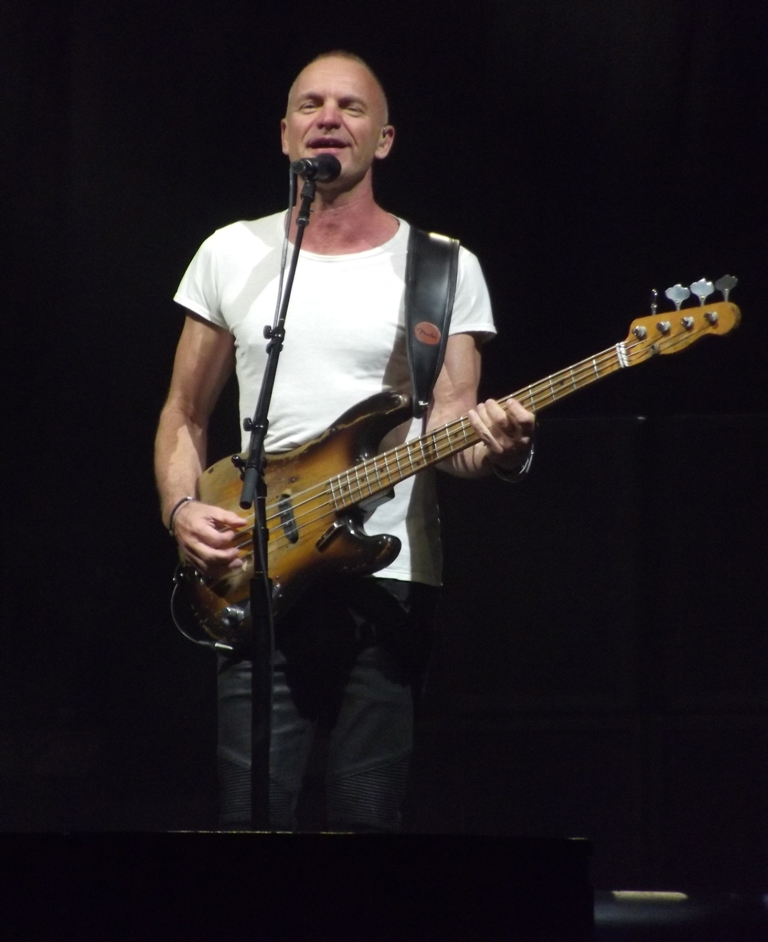
Sting Live (2013)

Von Februar 2014 bis April 2015 ging Sting zusammen mit Paul Simon mit dem Projekt Paul Simon & Sting: On Stage Together auf Tour, um sowohl gemeinsam als auch einzeln ihre bekanntesten Songs zu präsentieren. Ebenso im Jahr 2014 wurde Sting mit dem Kennedy-Preis ausgezeichnet.
Im Juni 2016 ging Sting mit Peter Gabriel auf Nordamerika-Tournee. Diese Tour wurde Rock Paper Scissors Tour genannt.
Ein Jahr nach den Terroranschlägen in Paris mit 130 Toten eröffnete Sting am 12. November 2016 mit einem Konzert den betroffenen Klub Bataclan. 2017 unternahm der Künstler eine Tournee durch Nordamerika und Europa, die nach seinem letzten Album „57th & 9th“ benannt ist und bei der ihn neben seinem Sohn Joe auch The Last Bandoleros, eine US-amerikanische Tex-Mex-Band, begleiteten.
Für den Song The Empty Chair, der für den Dokumentarfilm Jim Foley – Realität des Terrors verwendet wurde, erhielt Sting 2017 gemeinsam mit J. Ralph eine weitere Oscar-Nominierung. 2017 wurde er auch mit dem schwedischen Polar Music Prize ausgezeichnet.
2022 verkaufte er die Rechte an seiner Musik (seinen Katalog) an Universal Music.

## Bass-Spiel
Während der Zeit bei The Police spielte Sting überwiegend bundlosen Bass mit Plektrum, obwohl er das Spielen mit bloßen Fingern aus seiner Jazz Vergangenheit gewohnt war. Danach, als Solokünstler, spielte er überwiegend bundierten Bass und bediente sich der bei klassischen Gitarrenspielern verbreiteten Apoyando-Technik, bei der der Daumen ausgestreckt die Saiten zupft und die restlichen Finger unter dem Handrücken die Saiten zupfen. Diese Spielweise erlaubt einen gedämpfteren Ton des Basses. Oft verwendet er seinen Fender Precision Bass von 1953.

## Familie
Sting heiratete 1976 die Schauspielerin Frances Tomelty. Die beiden haben zwei Kinder, Joseph „Joe“ (* 1976) und Fuchsia Katherine „Kate“ (* 1982). Anfang 1984 wurde die Ehe geschieden. Sting und seine zweite Frau Trudie Styler (seit 1992 verheiratet) haben vier Kinder, Brigitte Michael „Mickey“ (* 1984), Jake (* 1985), Eliot Paulina „Coco“ (* 1990) und Giacomo Luke (* 1995).

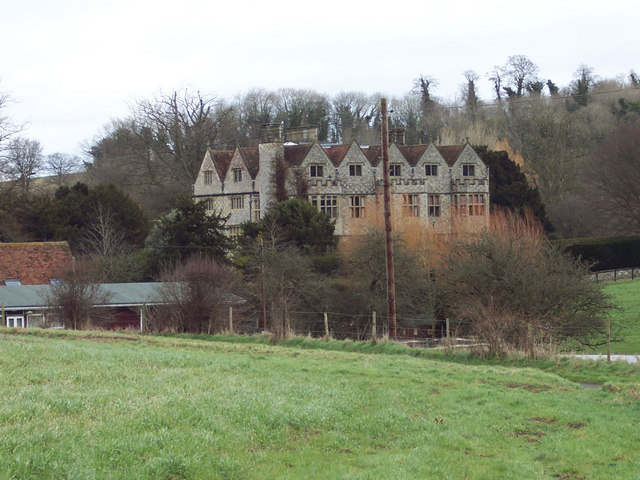
Lake House

Jakes Geburt im März 1985 ist auf dem Konzertvideo Bring On the Night zu sehen. Stylers Wehen setzten unmittelbar nach einem Konzert in Paris ein, und Sting beschloss spontan, das Filmteam, das das Konzert am Abend aufgezeichnet hatte, nachts mit in die Klinik zu nehmen.
Stings ältester Sohn Joe folgte seinem Vater als Musiker und gründete die Band „Santa’s Boyfriend“, die später in „Fiction Plane“ umbenannt wurde. Sein Kind Eliot Paulina, das sich selbst Coco nennt, ist ebenfalls Musiker. Coco war zunächst unter dem Bandnamen I Blame Coco erfolgreich und tritt seit 2014 unter dem bürgerlichen Namen Eliot Sumner auf.
1990 zog Sting mit seiner Familie ins Lake House bei Amesbury in ein 60 Hektar großes Anwesen.

## Trivia
- Ein in Kolumbien beheimateter Laubfrosch wurde 1994 auf den Namen „Hyla stingi“ getauft.[32] Ein Asteroid wurde 2021 nach ihm benannt: (601916) Sting.[33]

## Diskografie
Studioalben

| Jahr | Titel Musiklabel                                     | Höchstplatzierung, Gesamtwochen, AuszeichnungChartplatzierungen (Jahr, Titel, Musiklabel, Platzierungen, Wochen, Auszeichnungen, Anmerkungen) | Höchstplatzierung, Gesamtwochen, AuszeichnungChartplatzierungen (Jahr, Titel, Musiklabel, Platzierungen, Wochen, Auszeichnungen, Anmerkungen) | Höchstplatzierung, Gesamtwochen, AuszeichnungChartplatzierungen (Jahr, Titel, Musiklabel, Platzierungen, Wochen, Auszeichnungen, Anmerkungen) | Höchstplatzierung, Gesamtwochen, AuszeichnungChartplatzierungen (Jahr, Titel, Musiklabel, Platzierungen, Wochen, Auszeichnungen, Anmerkungen) | Höchstplatzierung, Gesamtwochen, AuszeichnungChartplatzierungen (Jahr, Titel, Musiklabel, Platzierungen, Wochen, Auszeichnungen, Anmerkungen) | Anmerkungen                                                                              |
| Jahr | Titel Musiklabel                                     | DE | AT | CH | UK | US | Anmerkungen                                                                              |
| ---- | ---------------------------------------------------- | --- | --- | --- | --- | --- | ---------------------------------------------------------------------------------------- |
| 1985 | The Dream of the Blue Turtles A&M Records (Polygram) | DE4 Platin · (47 Wo.)DE | AT6 (14 Wo.)AT | CH6 (22 Wo.)CH | UK3 ×2Doppelplatin · (64 Wo.)UK | US2 ×3Dreifachplatin · (58 Wo.)US | Erstveröffentlichung: 1. Juni 1985 Verkäufe: + 5.580.000                                 |
| 1987 | … Nothing Like the Sun A&M Records (Polygram)        | DE4 Platin · (70 Wo.)DE | AT3 (48 Wo.)AT | CH3 ×2Doppelplatin · (45 Wo.)CH | UK1 Platin · (47 Wo.)UK | US9 ×2Doppelplatin · (52 Wo.)US | Erstveröffentlichung: 5. Oktober 1987 Verkäufe: + 3.870.000                              |
| 1991 | The Soul Cages A&M Records (Polygram)                | DE1 Platin · (39 Wo.)DE | AT3 Gold · (13 Wo.)AT | CH1 ×2Doppelplatin · (20 Wo.)CH | UK1 Gold · (16 Wo.)UK | US2 Platin · (39 Wo.)US | Erstveröffentlichung: 17. Januar 1991 Verkäufe: + 2.436.050                              |
| 1993 | Ten Summoner’s Tales A&M Records (Polygram)          | DE2 Gold · (35 Wo.)DE | AT1 (16 Wo.)AT | CH3 Platin · (17 Wo.)CH | UK2 ×2Doppelplatin · (71 Wo.)UK | US2 ×3Dreifachplatin · (68 Wo.)US | Erstveröffentlichung: 5. März 1993 Verkäufe: + 5.058.087                                 |
| 1996 | Mercury Falling A&M Records (Polygram)               | DE2 Gold · (32 Wo.)DE | AT1 Gold · (16 Wo.)AT | CH1 Gold · (15 Wo.)CH | UK4 Platin · (27 Wo.)UK | US5 Platin · (34 Wo.)US | Erstveröffentlichung: 26. Februar 1996 Verkäufe: + 2.242.500                             |
| 1999 | Brand New Day A&M Records (UMG)                      | DE1 Platin · (51 Wo.)DE | AT1 Gold · (30 Wo.)AT | CH2 Platin · (46 Wo.)CH | UK5 Platin · (49 Wo.)UK | US9 ×3Dreifachplatin · (90 Wo.)US | Erstveröffentlichung: 24. September 1999 Grammy (Gesangsalbum Pop) Verkäufe: + 5.975.000 |
| 2003 | Sacred Love A&M Records (UMG)                        | DE2 Gold · (37 Wo.)DE | AT2 (15 Wo.)AT | CH1 Platin · (22 Wo.)CH | UK3 Gold · (17 Wo.)UK | US3 Platin · (27 Wo.)US | Erstveröffentlichung: 22. September 2003 Verkäufe: + 2.200.000                           |
| 2006 | Songs from the Labyrinth Deutsche Grammophon (UMG)   | DE11 Gold · (26 Wo.)DE | AT40 (6 Wo.)AT | CH31 (6 Wo.)CH | UK24 (4 Wo.)UK | US25 (11 Wo.)US | Erstveröffentlichung: 6. Oktober 2006 Verkäufe: + 260.000                                |
| 2009 | If on a Winter’s Night … Deutsche Grammophon (UMG)   | DE5 Gold · (19 Wo.)DE | AT12 (10 Wo.)AT | CH13 Gold · (17 Wo.)CH | UK15 Silber · (7 Wo.)UK | US6 Gold · (17 Wo.)US | Erstveröffentlichung: 23. Oktober 2009 Verkäufe: + 926.000                               |
| 2010 | Symphonicities Deutsche Grammophon (UMG)             | DE7 (15 Wo.)DE | AT19 (8 Wo.)AT | CH15 (13 Wo.)CH | UK30 (2 Wo.)UK | US6 (7 Wo.)US | Erstveröffentlichung: 9. Juli 2010 Verkäufe: + 106.000                                   |
| 2013 | The Last Ship A&M Records (UMG)                      | DE3 (14 Wo.)DE | AT8 (7 Wo.)AT | CH9 (8 Wo.)CH | UK14 (4 Wo.)UK | US13 (6 Wo.)US | Erstveröffentlichung: 20. September 2013 Verkäufe: + 137.500                             |
| 2016 | 57th & 9th A&M Records (UMG)                         | DE3 Gold · (14 Wo.)DE | AT6 (6 Wo.)AT | CH3 (10 Wo.)CH | UK15 (7 Wo.)UK | US9 (6 Wo.)US | Erstveröffentlichung: 11. November 2016 Verkäufe: + 220.000                              |
| 2019 | My Songs A&M Records (UMG)                           | DE4 (16 Wo.)DE | AT7 (9 Wo.)AT | CH5 (13 Wo.)CH | UK27 (1 Wo.)UK | US146 (1 Wo.)US | Erstveröffentlichung: 24. Mai 2019 Verkäufe: + 120.000                                   |
| 2021 | The Bridge A&M Records (UMG)                         | DE5 (13 Wo.)DE | AT7 (5 Wo.)AT | CH5 (12 Wo.)CH | UK27 (5 Wo.)UK | US101 (1 Wo.)US | Erstveröffentlichung: 19. November 2021 Verkäufe: + 60.000                               |

## Filmografie (Auswahl)
- 1979: Quadrophenia – Regie: Franc Roddam
- 1980: Radio On – Regie: Christopher Petit
- 1981: Artemis 81 – Regie: Alastair Reid
- 1982: Brimstone and Treacle – Regie: Richard Loncraine
- 1984: Der Wüstenplanet (Dune) – Regie: David Lynch
- 1985: Die Braut (The Bride) – Regie: Franc Roddam
- 1985: Bring on the Night – Regie: Michael Apted
- 1985: Eine demanzipierte Frau (Plenty)
- 1987: Giulia e Giulia – Regie: Peter Del Monte
- 1987: Stormy Monday – Regie: Mike Figgis
- 1988: Die Abenteuer des Baron Münchhausen – Regie: Terry Gilliam
- 1993: Die Simpsons (Sting rettet Bart in der Folge Wer anderen einen Brunnen gräbt, US: Radio Bart, 1992, Staffel 8 Folge 11)
- 1995: The Grotesque – Regie: John-Paul Davidson
- 1998: Bube, Dame, König, grAs – Regie: Guy Ritchie
- 2001: Ally McBeal – Staffel 4, Folge 20
- 2006: Everyone Stares: The Police Inside Out – Regie: Stewart Copeland
- 2007: Bee Movie: Das Honigkomplott (Sprechrolle) – Regie: Steve Hickner, Simon J. Smith
- 2008: Little Britain USA (spielt sich selbst und singt Fields of Gold)
- 2009: Brüno (spielt sich selbst) – Regie: Larry Charles
- 2011: Das musikalische Gehirn – Wie Musik in unserem Kopf entsteht (Wissenschaftliche Dokumentation mit Sting als Proband) – Regie: Christina Pockmursky
- 2016: Zoolander 2
- 2020: Psychedelische Abenteuer: Have a Good Trip!
- 2021: Only Murders in the Building (Fernsehserie, 2 Folgen)
- 2023: The Book of Solutions[35]

## Bibliografie
- 1984 Biografie Sting: Every Breath He Takes. Barney Cohen, Verlag Berkley, ISBN 978-0-425-07638-5.
- 1989 Biografie Sting: A Biography. Robert Sellers, Verlag Omnibus Press, ISBN 978-0-7119-2107-8.
- 1998 Shape of My Heart (Art & Poetry Series). Sting & Pablo Picasso, Verlag Welcome Books, ISBN 978-0-941807-20-3.
- 1998 Biografie Sting: Demolition Man. Christopher Sandford, Verlag Little, Brown and Company, ISBN 978-0-316-64372-6.
- 2000 Biografie Sting: The Biography. Wensley Clarkson, Verlag Blake Publishing, ISBN 978-1-85782-319-6.
- 2000 Biografie A Sting in the Tale. James Berryman, Verlag Mirage Publishing, ISBN 978-1-902578-13-2.
- 2000 Biografie Sting: Die definitive Biografie. Christopher Sandford, Verlag Hannibal (Verlagsgruppe KOCH), ISBN 978-3-85445-180-8.
- 2003 Biografie A Tale in the Sting. Wensley Clarkson, Verlag Blake Pub, ISBN 978-1-85782-536-7.
- 2003 Autobiografie Broken Music. Verlag S. Fischer, ISBN 978-3-10-021051-7.
- 2003 Biografie Sting – Die Musik eines Rockstars. Christian Jahl, Ibidem Verlag, Hannover, ISBN 3-89821-317-X.
- 2004 Autobiografie Broken Music [Audiobook]. Universal Music, ISBN 978-3-8291-1427-1.
- 2005 Biografie Sting and I: The Totally Hilarious Story of Life as Sting’s Best Mate. James Berryman, Verlag John Blake, ISBN 978-1-84454-107-2.
- 2007 Biografie Sting: Back on the Beat. Christopher Sandford, Verlag Da Capo Press, ISBN 978-0-7867-2090-3.
- 2007 Interviews The Police: Wir haben uns gerne geprügelt: Sting, Stewart Copeland und Andy Summers im Gespräch mit Martin Scholz 1987 bis 2007. Martin Scholz, Verlag Eichborn, ISBN 978-3-8218-5689-6.
- 2007 Songtexte und Kommentare von Sting (englisch) Lyrics by Sting. Verlag The Dial Press, ISBN 978-0-385-33987-2.
- 2008 Foto-Dokumentation und Homestorys (deutsch, englisch) The Police – Photos von 1979 bis 1981. Live on tour / Backstage / TV-Shows / Home Sessions. Verlag Schwarzkopf & Schwarzkopf, ISBN 978-3-89602-492-3.
- 2009 Song- und Künstleranalysen The Words and Music of Sting. Christopher Gable, Verlag Praeger Frederick A, ISBN 978-0-275-99360-3.
- 2009 Song- und Künstleranalysen Story und Songs kompakt: The Police & Sting. Bosworth Edition, Berlin, ISBN 978-3-86543-222-3.
- 2009 Analyse der Klassikrezeption Klassische Musik heute. Eine Spurensuche in der Rockmusik. Michael Custodis, Bielefeld transcript-Verlag, ISBN 978-3-8376-1249-3.
- 2010 Songtexte und Kommentare von Sting (deutsch) Die Songs (Gebundene Ausgabe). S. Fischer, Frankfurt, ISBN 978-3-10-021052-4.
- 2021 Evyatar Marienberg: Sting and Religion – The Catholic-Shaped Imagination of a Rock Icon. Cascade Books, Eugene, Oregon, ISBN 978-1-72527-226-2.

## Sprecherrollen
- 1988: The soldier’s tale von Igor Strawinsky (mit Vanessa Redgrave und Ian McKellen)
- 1991: Peter and the wolf von Sergei Prokofjew (mit Claudio Abbado und dem Chamber Orchestra of Europe)